# Placencia
Koordinaten: 16° 31′ N, 88° 22′ W
Placencia ist ein Küstenort im Süden von Belize mit etwa 1500 Einwohnern (Schätzung 2006). Es liegt an der Spitze einer etwa 25 km langen schmalen Halbinsel zwischen den Cays und wird daher von der Tourismuswerbung auch als „the only cay you can drive to“ (die einzige Insel, zu der du fahren kannst) bezeichnet. Durch die letzten Hurrikane wurden zahlreiche Wohnhäuser, Hotels und Restaurants schwer beschädigt und bislang (2006) nur teilweise wieder aufgebaut. Es existiert eine ausreichende touristische Infrastruktur, mehrere kleine Geschäfte, eine Apotheke, Bars und einige Tauchbasen. Unter Sporttauchern ist die Bucht vor Placencia besonders bekannt für die Möglichkeit, mit Walhaien zu tauchen bzw. zu schnorcheln. Es existieren Personenfährverbindungen zum Festland und nach Honduras (Puerto Cortés). Der kleine Flugplatz wird von Belize City aus mehrfach täglich mit Propellermaschinen im Liniendienst angeflogen.